# 旅行卡 (倫敦)

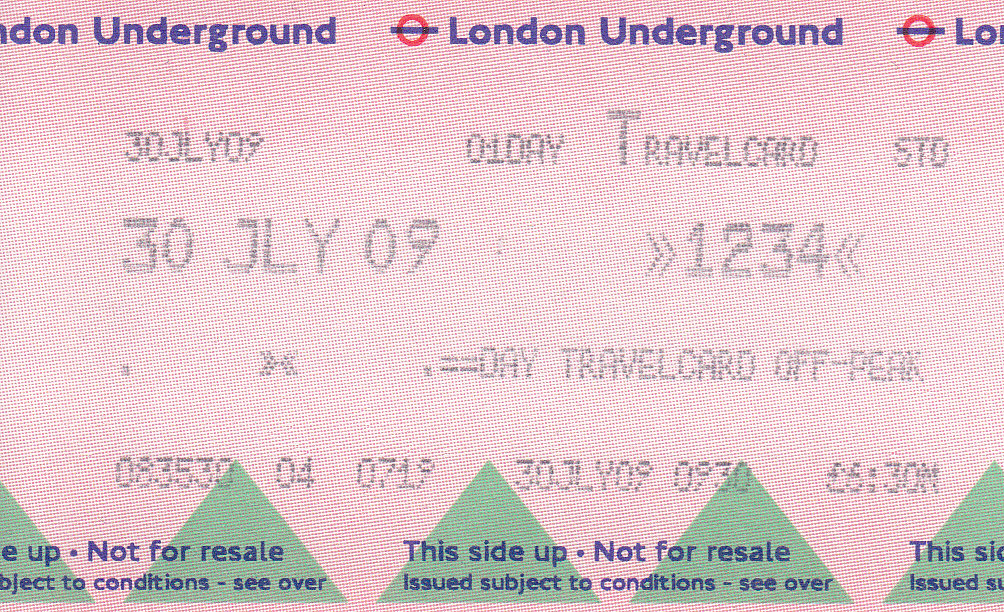
旅行卡

旅行卡（英語：Travelcard）是一種可以通用於倫敦地鐵、倫敦地上鐵、倫敦交通局鐵路、碼頭區輕便鐵路、倫敦電車連線、倫敦交通局巴士及大倫敦地區英國全國鐵路的可在規定時間內無限次使用的鐵路周游券。旅行卡可以是帶有磁條的紙質票券，也可以存储在牡蠣卡中。旅行卡於1983年開始發行。